# Hydropsyche irroratella
Hydropsyche irroratella är en nattsländeart som beskrevs av Georg Ulmer 1951. Hydropsyche irroratella ingår i släktet Hydropsyche och familjen ryssjenattsländor. Inga underarter finns listade i Catalogue of Life.